# Channel Awesome
チャンネル・オーサム (英語: Channel Awesome)は、米国イリノイ州をベースにし、インターネット放送企業です。2008年に設立されThat Guy with the Glasses.com（略称TGWTG.com）というウェブサイトを介して放送をホスティングしている途中、2014年末のウェブサイトの名前までchannelawesome.comに変えた。

## 創設者
- マイク・ミショー (CEO)
- ダグ・ウォーカー
- ロブ・ウォーカー (クリエイティブ・コンテンツ・オフィサー)
- ホリー・クリスティン・ブラウン